# Recopa Africana 1980
La Recopa Africana 1980 es la sexta edición de este torneo de fútbol a nivel de clubes de África organizado por la CAF y que contó con la participación de 28 equipos campeones de los torneos de copa de sus respectivos países.
El TP Mazembe de Zaire derrotó en la final al Africa Sports de Costa de Marfil para ser campeón del torneo por primera vez.

## Primera Ronda
| Equipo 1             | Agr.         | Equipo 2           | Ida | Vuelta |
| -------------------- | ------------ | ------------------ | --- | ------ |
| Africa Sports        | w/o1         | Dingareh           |     |        |
| Atlético Malabo      | 3-5          | US Mbila Nzambi    | 2-2 | 1-3    |
| Buffles du Borgou FC | 4-7          | OC Agaza           | 1-2 | 3-5    |
| Casa Sport           | 6-1          | Bula               | 5-1 | 1-0    |
| Eleven Wise          | 4-0          | Sodiam Sports      | 3-0 | 1-0    |
| Espérance de Tunis   | w/o1         | Ader Club          |     |        |
| Kadiogo              | 5-5 (4-2 p.) | Wusum Stars        | 4-1 | 1-4    |
| Kampala City Council | 5-2          | Marine Club FC     | 3-1 | 2-1    |
| MA Hussein Dey       | 7-1          | ACS Ksar           | 7-0 | 0-1    |
| Matlama              | 5-2          | Palmeiras de Beira | 2-0 | 3-2    |
| Pan African          | 5-4          | AS Sotema          | 4-3 | 1-1    |
| Towship Rollers      | 3-6          | Mazembe            | 2-2 | 1-4    |
| Dynamo Douala        | Bye          |                    |     |        |
| Horoya               | Bye          |                    |     |        |
| Ramogi United        | Bye          |                    |     |        |
| Shooting Stars       | Bye          |                    |     |        |

- 1:El Dingareh y el Ader Club abandonaron el torneo antes del partido de ida.

## Segunda Ronda
| Equipo 1      | Agr.         | Equipo 2             | Ida | Vuelta |
| ------------- | ------------ | -------------------- | --- | ------ |
| Africa Sports | abd1         | US Mbila Nzambi      | 3-2 | 1-1    |
| OC Agaza      | 0-0 (2-1 p.) | Horoya               | 0-0 | 0-0    |
| Casa Sport    | 1-3          | MA Hussein Dey       | 1-1 | 0-2    |
| Eleven Wise   | 3-2          | Dynamo Douala        | 2-1 | 1-1    |
| Kadiogo       | w/o2         | Espérance de Tunis   |     |        |
| Matlama       | 1-1 (v.)     | Ramogi United        | 1-1 | 0-0    |
| Pan African   | 1-2          | Shooting Stars       | 0-1 | 1-1    |
| Mazembe       | 3-2          | Kampala City Council | 1-0 | 2-2    |

- 1:Juego de vuelta abandonado, el Africa Sports clasificó.
- 2:El Espérance Sportive de Tunis abandonó el torneo antes del partido de ida.

## Cuartos de final
| Equipo 1      | Agr.         | Equipo 2       | Ida | Vuelta |
| ------------- | ------------ | -------------- | --- | ------ |
| OC Agaza      | 1-2          | Africa Sports  | 1-1 | 0-1    |
| Eleven Wise   | 2-5          | MA Hussein Dey | 1-1 | 1-4    |
| Ramogi United | 0-4          | Kadiogo        | 0-3 | 0-1    |
| Mazembe       | 3-3 (3-0 p.) | Shooting Stars | 2-1 | 1-2    |

## Semifinales
| Equipo 1      | Agr. | Equipo 2       | Ida | Vuelta |
| ------------- | ---- | -------------- | --- | ------ |
| Africa Sports | 3-2  | MA Hussein Dey | 1-0 | 2-2    |
| Mazembe       | 3-2  | Kadiogo        | 1-0 | 2-2    |

## Final
| Equipo 1      | Agr. | Equipo 2 | Ida | Vuelta |
| ------------- | ---- | -------- | --- | ------ |
| Africa Sports | 1-4  | Mazembe  | 1-3 | 0-1    |

## Campeón
| Recopa Africana 1980 |
| -------------------- |
| Bandera de Zaire     |
| TP Mazembe 1º Título |